# Almesåkrasjön
Almesåkrasjön är en sjö i Nässjö kommun i Småland och ingår i Lagans huvudavrinningsområde. Sjön är 8 meter djup, har en yta på 0,67 kvadratkilometer och är belägen 305 meter över havet. Sjön avvattnas av vattendraget Skålån (Storån). Vid provfiske har bland annat abborre, braxen, gädda och löja fångats i sjön.

## Delavrinningsområde
Almesåkrasjön ingår i det delavrinningsområde (638179-142767) som SMHI kallar för Utloppet av Almesåkrasjön. Avrinningsområdets medelhöjd är 318 meter över havet och ytan är 10,23 kvadratkilometer. Räknas de 5 delavrinningsområdena uppströms in blir den ackumulerade arean 39,35 kvadratkilometer. Skålån (Storån) som avvattnar avrinningsområdet har biflödesordning 2, vilket innebär att vattnet flödar genom totalt 2 vattendrag innan det når havet efter 250 kilometer. Delavrinningsområdet består mestadels av skog (64 procent) och sankmarker (11 procent). Avrinningsområdet har 1 kvadratkilometer vattenytor vilket ger det en sjöprocent på 9,8 procent.

## Fisk
Vid provfiske har följande fisk fångats i sjön:
- Abborre
- Braxen
- Gädda
- Löja
- Mört
- Sutare